# Lyons (Michigan)
Pour les articles homonymes, voir Lyons.
Lyons est un village du comté de Ionia, situé dans le Michigan, aux États-Unis, au sud de Muir.